# Czar
Czar är en ort i Kanada.   Den ligger i provinsen Alberta, i den centrala delen av landet, 2 700 km väster om huvudstaden Ottawa. Czar ligger 681 meter över havet och antalet invånare är 167. Den ligger vid sjön Houcher Lake.
Terrängen runt Czar är platt. Trakten runt Czar är nära nog obefolkad, med mindre än två invånare per kvadratkilometer.. Närmaste större samhälle är Hughenden, 12,6 km nordväst om Czar. 
Trakten runt Czar består i huvudsak av gräsmarker.